# Dawkinsia assimilis
Cá tên lửa cầu vồng còn gọi là cá hồng my Ấn Độ thân ngắn (Danh pháp khoa học: Dawkinsia assimilis) là một loài cá thuộc họ Cyprinidae, Cá tên lửa cầu vồng có nguồn gốc từ Ấn Độ.

## Đặc điểm
Chúng có màu sắc và thân hình giống cá hồng mi Ấn Độ, điểm khác biệt là thân hình của chúng ngắn hơn so với cá hồng mi Ấn Độ, và đặc biệt trên cơ thể chúng có dãy tên lửa cầu vồng màu đỏ kéo dài từ trên đỉnh đầu đến đốm đen gần chóp đuôi. Với vẻ đẹp óng ánh nên tên lửa cầu vồng được ưa chuộng nằm trong danh sách các loài cá thủy sinh đẹp. Con trống trưởng thành có màu sắc đậm đẹp hơn so với cá mái. on mái trưởng thành thường lớn hơn, và màu sắc nhợt nhạt hơn so với cá trống. Cả hai giới đều có thể phát triển các sợi quang trên vây lưng.

## Tập tính
Chúng sinh sông tại dòng nước chảy nhẹ chậm chạp và có phủ lớp bùn dưới đáy. Nơi có nhiều tảng đá và độ sâu của nước dưới 0,5met. Cá tên lửa Ấn Độ là loài ăn tạp, chúng kiếm thức ăn trong tự nhiên như các loại giun, côn trùng, động vật giáp xác, nguyên liệu thực vật, và các mãnh vụn hữu cơ khác. Trong môi trường nuôi nhân tạo nên bổ sung thêm cho chúng ăn atermia, tim bò đông lạnh, trùng chỉ và cả thức ăn khô dạng viên để thúc đẩy sự phát triển màu sắc của chúng đậm đẹp hơn. Chúng đẻ trứng và hầu như không quan tâm chăm sóc, trong quá trình nuôi sinh sản nhân tạo nên để tấm lưới nhỏ gần bề mặt nước để khi cá đẻ trứng rớt dưới lưới thì cá bố mẹ vẫn không ăn được trứng. Trong giai đoạn chúng đẻ nên chú ý ánh sáng nhẹ vừa phải. Trứng sẽ nở sau 24 - 48h, tiếp theo khoảng 24h sau cá con có thể tự do bơi lội. Giai đoạn này cần cho cá con ăn thức ăn nhỏ như ấu trùng atermia... Vài ngày sau chúng mới có thể ăn trùng chỉ.